# Orimattila
Orimattila är en stad i landskapet Päijänne-Tavastland i Finland. Folkmängden i Orimattila stad uppgår till cirka 15 808 invånare och den totala arealen utgörs av 814,01 km². Folkmängden i centralorten Orimattila kyrkoby uppgick den 31 december 2014 till 9 171 invånare. Orimattila kommun grundades 1865, och omvandlades till stad år 1992. Orimattila stadsfullmäktige och Artsjö kommunfullmäktige accepterade sedermera sammanslagning mellan de två kommunerna den 22 mars 2010. Sammanslagningen trädde i kraft vid årsskiftet 2010/2011. 
Staden gränsar till Hollola kommun, Itis kommun, Kärkölä kommun, Lahtis stad, Lappträsk kommun, Mörskom kommun, Mäntsälä kommun och Pukkila kommun.
Orimattila stads språkliga status är enspråkig finsk
Orimattila stad ingår i Lahtis ekonomiska region.

## Geografi

### Tätorter
Vid tätortsavgränsningen den 31 december 2021 fanns fyra tätorter inom Orimattila stads område:
| Nr | Tätort                   | Folkmängd |
| -- | ------------------------ | --------- |
| 1  | Orimattila centraltätort | 8 960     |
| 2  | Pennala                  | 959       |
| 3  | Artsjö kyrkoby           | 403       |
| 4  | Virenoja                 | 306       |

### Byar
Bland övriga mindre orter inom kommunen märks: Heinämaa, Kuivanto, Karkkula, Luhtikylä, Mallusjoki, Niinikoski, Pakaa, Tietävälä och Tönnö. Utöver dessa byar finns här egendomarna, Hilsdal Gård, Sommarnäs Gård och Järvikylä Gård.

## Orimattila församling
Till en början hörde Orimattila kapellförsamling till Hollola moderförsamling. Avskildes till eget pastorat 1636. Församlingens finska namnform är: Orimattilan seurakunta. 
I äldre tider har, allt som allt, 22 byar tillhört Orimattila församling.

## Politik

### Mandatfördelning i Orimattila stad, valen 1976–2021
| 4 | 9 |  | 8 | 2 |  | 10 |

| 4 | 8 |  | 9 | 2 |  | 10 |

| 3 | 8 | 3 | 10 |  | 10 |

| 3 | 8 | 2 | 10 |  |  | 10 |

| 4 | 11 | 9 | 2 | 9 |

| 2 | 9 | 4 | 9 |  | 10 |

|  | 9 | 6 | 8 | 2 | 9 |

|  | 10 | 5 | 9 |  | 9 |

| 20 | 15 |

|  | 8 |  | 5 | 8 |  | 11 |

| 25 | 10 |

|  | 8 |  | 6 | 14 |  | 12 |

| 30 | 13 |

| 6 | 2 | 2 | 6 | 8 |  | 8 |

| 18 | 15 |

| 4 | 2 | 10 | 7 | 2 |  | 7 |

| 22 | 11 |

### Vänorter
Orimattila stad har fyra aktiva vänorter: 
- Östhammars kommun, Sverige, sedan 1948
- Weissenburg, Tyskland, sedan 1962
- Kozármisleny, Ungern, sedan 2010
- Jõgeva, Estland, sedan 2000[13].

## Ekonomi och infrastruktur

### Näringsliv
De tio största arbetsgivarna inom staden är:
- Orimattila stad
- Päijät-Hämeen sosiaali- ja terveysyhtymä
- Keraplast Oy
- Hermetel Oy
- Orima-Tuote Oy
- Orfer Oy
- Nesco Oy
- Orimattila församling
- Päijät-Hämeen koulutuskonserni
- Allu Finland Oy

### Utbildning
I Orimattila stad verkar sammanlagt 13 finskspråkiga grundskolor och ett gymnasium, Erkko-lukio. Utöver dessa skolor finns här även en yrkesskola, Koulutuskeskus Salpaus. 

## Demografi

### Befolkningsutveckling
| Befolkningsutvecklingen i Orimattila stad 1975–2020                                                          | Befolkningsutvecklingen i Orimattila stad 1975–2020 | Befolkningsutvecklingen i Orimattila stad 1975–2020 | Befolkningsutvecklingen i Orimattila stad 1975–2020 | Befolkningsutvecklingen i Orimattila stad 1975–2020 |
| --- | --------------------------------------------------- | --------------------------------------------------- | --------------------------------------------------- | --------------------------------------------------- |
| |                                                     |                                                     |                                                     |                                                     |
| År |                                                     |                                                     | Folkmängd                                           |                                                     |
| 1975 | 1975                                                |                                                     | 15 468                                              |                                                     |
| 1980 | 1980                                                |                                                     | 15 184                                              |                                                     |
| 1985 | 1985                                                |                                                     | 15 246                                              |                                                     |
| 1990 | 1990                                                |                                                     | 15 805                                              |                                                     |
| 1995 | 1995                                                |                                                     | 15 909                                              |                                                     |
| 2000 | 2000                                                |                                                     | 15 629                                              |                                                     |
| 2005 | 2005                                                |                                                     | 16 154                                              |                                                     |
| 2010 | 2010                                                |                                                     | 16 309                                              |                                                     |
| 2015 | 2015                                                |                                                     | 16 326                                              |                                                     |
| 2020 | 2020                                                |                                                     | 15 882                                              |                                                     |
| Anm: Uppgifterna avser förhållandena den 31 december nämnda år enligt områdesindelningen den 1 januari 2022. |                                                     |                                                     |                                                     |                                                     |

## Kända personer från Orimattila
- Eero Erkko, riksdagsman 1907 – 1918, journalist.
- Aki Kaurismäki, filmregissör.
- Mika Kaurismäki, filmregissör.
- Johan Fridolf Hagfors, kompositör, publicist och musikkritiker.